# Kettleholm
Kettleholm ist ein Weiler in der schottischen Council Area Dumfries and Galloway beziehungsweise der traditionellen Grafschaft Dumfriesshire. Er liegt rund fünf Kilometer südlich von Lockerbie am rechten Ufer des Water of Milk.

## Geschichte
Bei Kettleholm handelt es sich um eine verhältnismäßig junge Siedlung. Sie entstand im Laufe des 19. Jahrhunderts als Wohnsiedlung auf dem Anwesen des Herrenhauses Castlemilk, das 1866 nach einem Entwurf des schottischen Architekten David Bryce für den Politiker Robert Jardine, 1. Baronet erbaut wurde. Für die 1877 fertiggestellte neogotische St Mungo Parish Church übernahm ebenfalls Bryce die Planung. 1908 erhielt der Weiler einen Gemeindesaal.

## Verkehr
Durch Kettleholm verläuft die Nebenstraße B723. Sie bindet die Ortschaft im Norden an die A74(M) sowie die A709 im Zentrum Lockerbies an. Im Süden endet sie nach zwölf Kilometer im Zentrum von Annan. Zuvor kreuzt die B723 die A75 (Stranraer–Gretna Green).